# David Murray, 2. hrabě z Mansfieldu
David Murray, 2. hrabě z Mansfieldu (David Murray, 2nd Earl of Mansfield, 2nd Baron Mansfield, 7th Viscount Stormont, 7th Baron Scone, 8th Baron Balvaird) (9. října 1727 – 1. září 1796) byl britský diplomat a politik. Od mládí působil ve státních službách a řadu let zastával diplomatické funkce v Sasku, Rakousku a Francii, nakonec byl britským ministrem zahraničí (1779–1782). Většinu své kariéry byl znám pod jménem Lord Stormont, titul hraběte s členstvím ve Sněmovně lordů zdědil až v roce 1793 po strýci Williamu Murrayovi, významném právníkovi.

## Kariéra

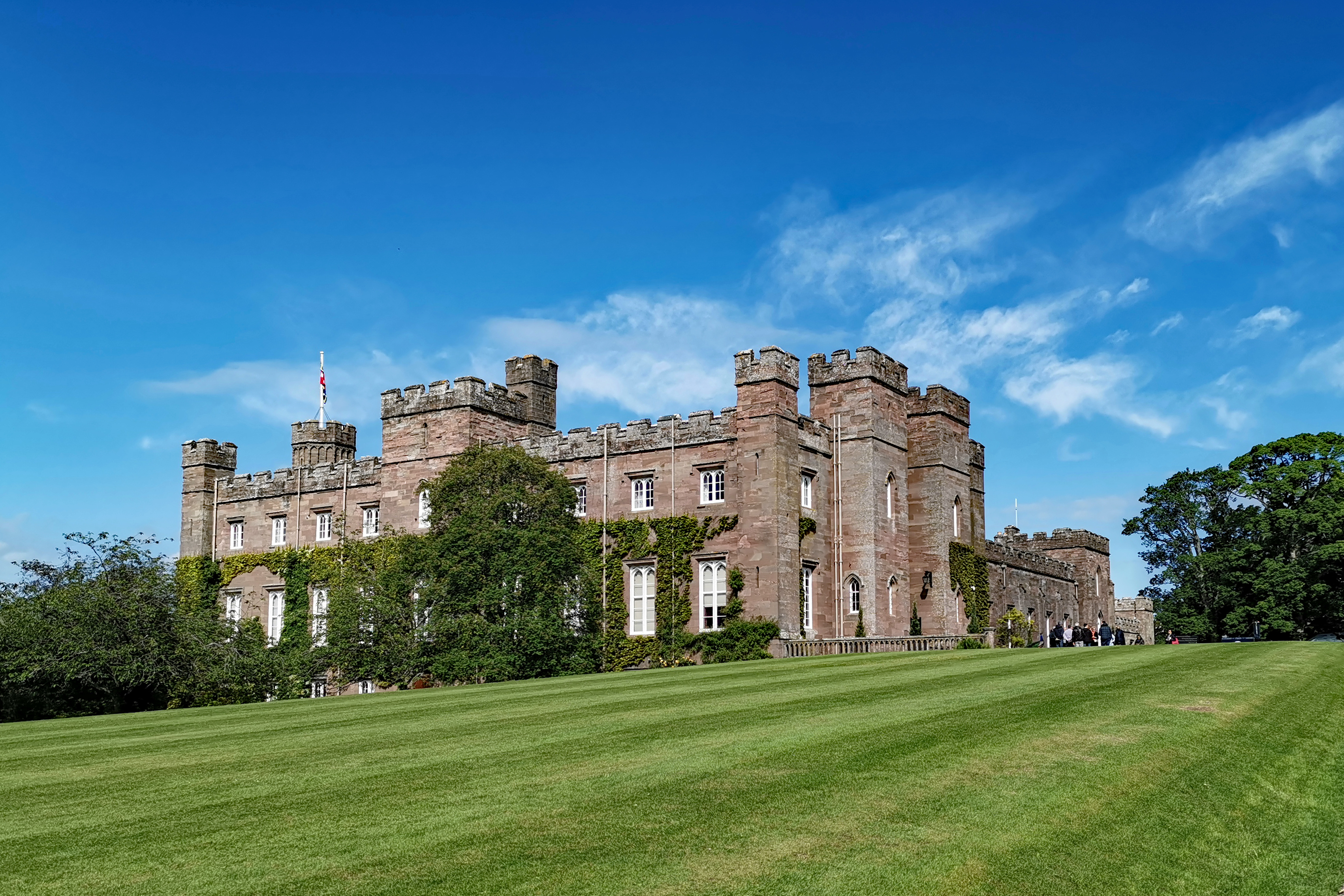
Zámek Scone Palace (Skotsko), hlavní sídlo hrabat z Mansfieldu

Pocházel z významného skotského rodu Murrayů, patřil k linii, která od roku 1621 užívala titul vikomta Stormonta. Narodil se jako starší syn Davida Murraye, 6. vikomta Stormonta (1689–1748). Studoval ve Westminsteru a Oxfordu, po otci zdědil v roce 1748 titul vikomta Stormonta se skotským peerstvím a rodové sídlo Scone Palace. Diplomatickou kariéru zahájil jako atašé v Paříži (1751), v roce 1754 byl zvolen jedním zástupců skotských peerů ve Sněmovně lordů a tuto funkci si udržel až do roku 1793. V letech 1756–1763 byl vyslancem v Drážďanech, během sedmileté války bylo ale Sasko okupováno pruskou armádou a saský dvůr i s diplomatickým sborem sídlil ve Varšavě. Po skončení sedmileté války byl dlouholetým vyslancem ve Vídni (1763–1772), od roku 1763 byl též členem Tajné rady a v roce 1768 získal Řád bodláku. Nakonec byl vyslancem v Paříži (1772–1778). V roce 1778 začala Francie podporovat severoamerické kolonisty ve válce za nezávislost a byly přerušeny diplomatické styky s Británií. Lord Stormont se vrátil do Anglie a obdržel čestnou hodnost lorda nejvyššího sudího ve Skotsku (1778–1794). V Northově vládě byl v letech 1779–1782 ministrem zahraničí  (respektive státním sekretářem severního departmentu). Po pádu Northovy vlády a modifikaci státní správy byl odvolán, členem kabinetu se stal znovu krátce v roce 1783 jako lord prezident Tajné rady. V roce 1793 po strýci Williamovi zdědil titul hraběte z Mansfieldu a stal se členem Sněmovny lordů. Nakonec byl prezidentem Tajné rady ještě v letech 1794–1796 v Pittově vládě. Po jeho úmrtí jej ve funkci prezidenta Tajné rady následoval Pittův mladší bratr 2. hrabě z Chathamu.
Byl pohřben ve Westminsterském opatství, srdce bylo uloženo na rodovém sídle Comlongon Castle ve Skotsku.

## Rodinné a majetkové poměry
Byl dvakrát ženatý a z obou manželství měl celkem sedm dětí. Poprvé se oženil v roce 1759 během diplomatické mise v Sasku s hraběnkou Henriettou von Bünau (1739–1766), deset let po ovdovění se v roce 1776 jeho druhou manželkou stala Louisa Cathcart (1758–1843), sestra generála Williama Cathcarta. Dcera Elizabeth (1760–1825) z prvního manželství se provdala za poslance George Finch-Hattona. Dědicem titulů byl nejstarší syn z druhého manželství David William Murray, 3. hrabě z Mansfieldu (1777–1840). Mladší synové George (1780–1848) a Sir Henry Murray (1784–1860) sloužili v armádě a dosáhli generálských hodností.
Hlavním rodovým sídlem byl zámek Scone Palace ve Skotsku. Současná podoba zámku pochází až z přestavby počátkem 19. století, ale v jeho interiérech jsou umístěny umělecké sbírky, k jejichž obohacení přispěl 2. hrabě z Mansfieldu díky svým dlouholetým diplomatickým službám. Jedná se například o kolekci saského porcelánu nebo rokokový psací stůl, který dostal darem během vyslanecké mise v Paříži od francouzské královny Marie Antoinetty. Ještě starším rodovým sídlem byl zámek Comlongon Castle ve skotském hrabství Dumfries, který Murrayům patřil již od 15. století. Toto sídlo prošlo četnými přestavbami a dnes slouží jako hotel. David Murray zdědil po strýci Williamovi kromě hraběcího titulu také zámek Kenwood House severně od Londýna. Po převzetí dědictví přistoupil 2. hrabě z Mansfieldu ke stavebním úpravám a přístavbám hospodářského zázemí, které narušily stylovou čistotu původní koncepce architekta Roberta Adama.